# Soledad Atzompa (municipalité)
La municipalité de Soledad Atzompa est l'une des 212 municipalités de l'État de Veracruz, et est située dans la partie centrale de cet État. Elle se situe à l'ouest du golfe du Mexique, au sein de la chaîne de montagnes de la Sierra Madre orientale, et fait partie du bassin versant de la rivière Río Blanco, un des principaux affluents du fleuve Río Papaloapan. Elle est limitrophe au sud de l'État de Puebla. Son chef-lieu est la ville éponyme de Soledad Atzompa. Elle dépend de la région administrative de Las Montañas, qui est une des 10 subdivisions administratives de l'État de Veracruz.

## Géographie
La municipalité de Soledad Atzompa s'étend du sud-ouest au nord-est dans le bassin versant de la rivière Río Blanco, auquel la rivière Soledad, affluente du Río Blanco, la relie. Le Río Blanco, affluent nord du fleuve Río Papaloapan, passe elle plus au nord, par la ville d'Orizaba. Assise sur le massif montagneux de la Sierra Madre orientale, l'altitude de cette municipalité oscille entre 1370 et 3100 mètres. Son chef-lieu, la ville éponyme de Soledad Atzompa, se trouve dans les confins nord-est de son territoire. Ce territoire couvre une superficie de 115,7 km2, et était peuplé en 2015 de 23 130 habitants, pour une densité de 200 habitants par km2.
Cette municipalité est limitrophe au nord de celles de Rafael Delgado, de Camerino Z. Mendoza et de Nogales, à l'ouest de celle de Acultzingo, au sud, dans l'État de Puebla, de celle de Vicente Guerrero, au sud-est, dans l'État de Veracruz, de celle de Xoxocotla, et à l'est de celles de Atlahuilco et de Tequila.

## Composition et démographie
La municipalité était composée en 2015 de 36 localités, dont 2 étaient considérées comme urbaines, les autres étant rurales.
| Localité            | Population |
| ------------------- | ---------- |
| Atzompa             | 3964       |
| Mexcala             | 1487       |
| Huitzila            | 1186       |
| Tlatilpa            | 1078       |
| Tlatzala            | 1057       |
| Reste des localités | 12 608     |
| Total population    | 21 380     |

En plus de l'espagnol, plusieurs langues amérindiennes sont parlées dans la municipalité, dont les principales sont par ordre d'importance : le nahuatl, les autres langues sont très marginales.

## Histoire
La municipalité de Soledad Atzompa a été créée au lendemain de l'indépendance du Mexique.

## Économie

### Agriculture et élevage
La superficie des parcelles semées représentait en 2019 une surface totale de 1202 hectares, parmi lesquels 1047 hectares étaient voués à la culture du maïs, 113 hectares étaient voués à la culture du haricot, et 42 hectares étaient voués à celle du haricot vert.
En 2019, la production de viande par tonnes comprenait 47,4 tonnes de viande porcine, 4,9 tonnes de viande ovine, 3,5 tonnes de viande caprine, 1,2 tonne de volailles, et 2,2 tonnes de dinde. La superficie vouée à l'élevage représentait alors 79 hectares.